# Les Deux Foscari
Pour les articles homonymes, voir I due Foscari (homonymie).
Les Deux Foscari est un tableau peint par Eugène Delacroix conservé au Musée Condé de Chantilly.

## Historique du tableau
Le Journal de Delacroix signale l'œuvre dès 1847. Il indique en février que la composition est mise au net puis il tente différentes esquisses jusqu'en mars. On ne retrouve de trace du tableau ensuite qu'à la date du 13 mai 1854 : Delacroix fait appel à Adrien Dauzats pour l'aider à réaliser le tableau. Il aurait peut-être participé à la réalisation de l'architecture. Le 7 février 1855, Delacroix écrit dans son journal : « Depuis moins de quinze jours, j'ai travaillé énormément: je suis vengé maintenant des Foscari ».
Le tableau est exposé lors de l'exposition universelle de 1855 : l'accueil critique y est élogieux. Eugène Loudun notamment en fait un commentaire laudatif. Après l'exposition, le tableau entre dans la collection Schwabacher puis dans celle de Jean-Baptiste Faure. Lors de la vente d'une partie de sa collection en juin 1873, le tableau est acquis pour 79 500 francs par le duc d'Aumale. 
Celui-ci le fait installer tout d'abord dans la salle de la Tribune, en face de sa collection de Ingres au château de Chantilly. Il est exceptionnellement prêté lors de l'exposition rétrospective consacrée à Delacroix par Ernest Meissonnier à l'École des beaux-arts en 1885. Il est installé ensuite et définitivement dans la Grande Galerie du musée Condé.

## Sujet et description

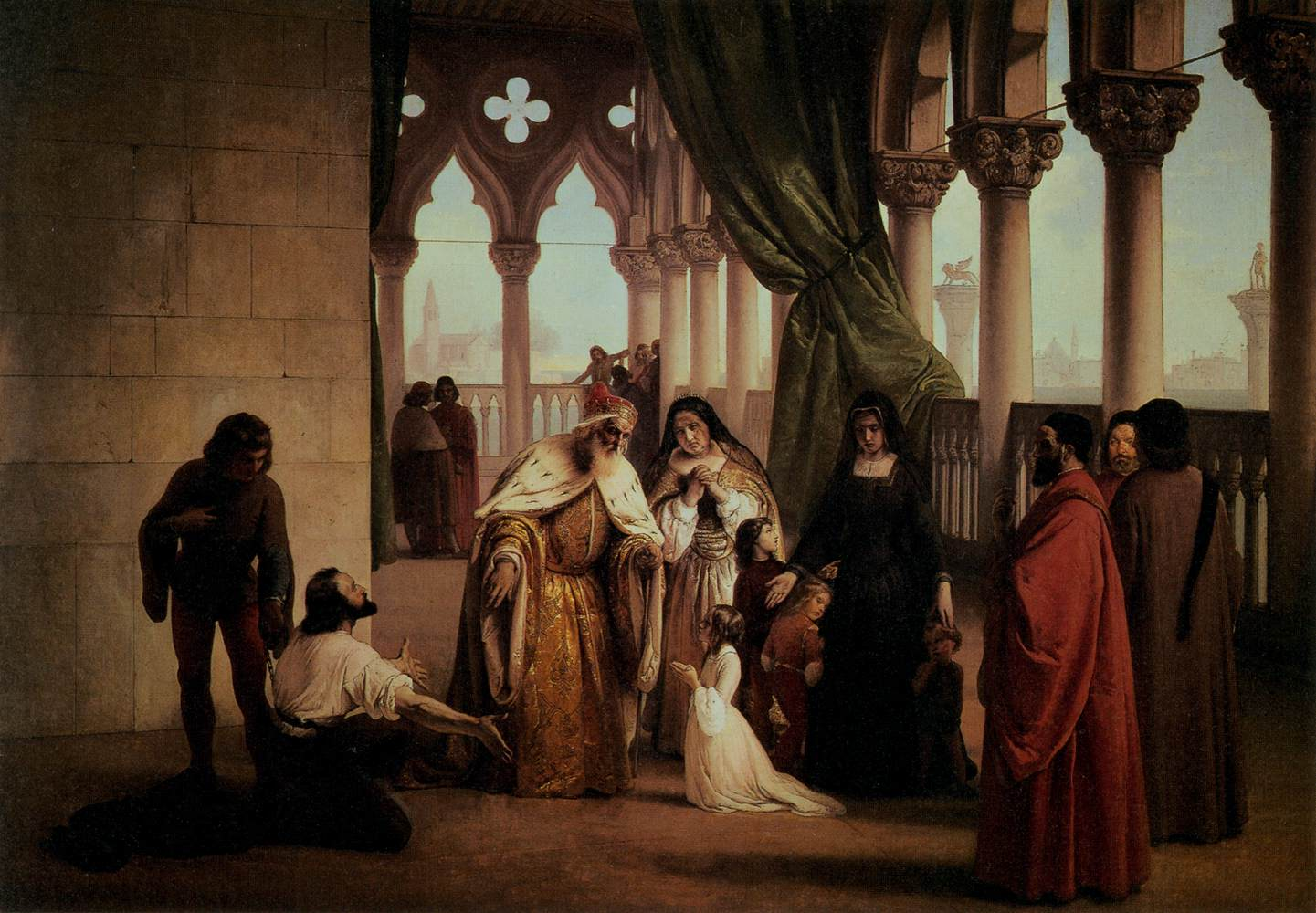
Les deux Foscari par Francesco Hayez, 1852

Le tableau évoque une scène de l'histoire de Francesco Foscari, doge de Venise de 1423 à 1457. À la suite de nombreuses guerres, trois de ses fils meurent au combat. Son dernier fils est convaincu de trahison et il avoue son crime sous la torture en 1445. Il est condamné au bannissement perpétuel. Le tableau représente la scène où le doge doit assister à la lecture de la sentence dans une grande salle du palais des Doges. Le fils se présent devant le père, le torse nu, sa femme se précipitant à ses pieds. Des hommes de lois et des soldats sont présents à droite du condamné.
Ce sujet est repris dans un drame de Lord Byron en 1821 alors qu'il est en Italie. Giuseppe Verdi reprend ce thème pour son opéra I due Foscari créé en 1844. Francesco Hayez reprend le même thème dans son tableau du même titre en 1852 (actuellement conservé au Palais Pitti).